# Kentucky Derby Trophy
Kentucky Derby Trophy är en uppsättning av fyra troféer inom nordamerikansk galoppsport som delas ut till segrande ekipage av Kentucky Derby på Churchill Downs i Louisville, Kentucky. Ägaren får en guldtrofé medan tränaren, jockeyn och uppfödaren tilldelas en silverkopia i halv storlek av guldtrofén.

## Historia
Det finns inga uppgifter om huruvida en trofé delades ut till segraren av det första Kentucky Derby 1875. Det finns däremot bevis för att troféer sporadiskt delades ut mellan 1876 och 1924. 1924 beställde Matt Winn, som var ordförande för Churchill Downs vid den tiden, en standarddesign av konstnären George L. Graff för 1925 års 50-årsjubileum av Kentucky Derby.

## Tillverkning
Trofén levererades av Lemon & Son, en Louisvilles äldsta juvelerare, från 1924 till 1999. Från 1975 och framåt har trofén tillverkats av företaget New England Sterling, beläget i North Attleboro, Massachusetts. Trofén som toppas av en 18-karats guldhäst och ryttare, har även hästskoformade handtag. Trofén är cirka 56 cm hög och väger cirka 1,6 kilo.
För att färdigställa pokalen i april, påbörjas bygget under hösten föregående år. Att tillverka den färdiga trofén tar cirka 2000 timmar. Olika konstruktionstekniker används, inklusive gjutning (hästen och ryttaren), stämpling och metallspinning.
Trofén anses vara den enda solida guldpokalen som årligen tilldelas vinnaren av ett stort amerikanskt sportevenemang. Från och med 2008 var dess materialråvärde 90 000 dollar.